# Дискография на Марио Бионди
Към декември 2021 г. дискографията на италианския певец Марио Бионди обхваща 9 студийни албума, 2 концертни албума, 2 EP-та и 26 сингли. Към тях се добавят и 21 музикални видеоклипа.

## Албуми

### Студийни албуми
| Година | Заглавие и детайли                                                                              | Брой парчета | Макс. класиране | Сертификати и продажби              | Забележки                                                                 |
| ------ | ----------------------------------------------------------------------------------------------- | ------------ | --------------- | ----------------------------------- | ------------------------------------------------------------------------- |
| 2006   | Handful of Soul - Дата: 26 октомври 2006 - Лейбъл: Скема Рекърдс - Формат: CD, LP               | 12           | 1               | - 3 (4) пъти платинен - 160 000     | С Хай Файв Квинтет. Има и инструментална версия, излязла на 1 май 2006 г. |
| 2009   | If - Дата: 6 ноември 2009 - Лейбъл: Татика - Формат: CD, LP                                     | 15           | 2               | - 3 пъти платинен (2012) - 180 000+ |                                                                           |
| 2011   | Due - Дата: 15 ноември 2011 - Лейбъл: Татика - Формат: CD, дигитално сваляне                    | 10 + 10      | 5               | - Златен (2011) - 30 000+           |                                                                           |
| 2013   | Sun - Дата: 29 януари 2013 - Лейбъл: Сони Мюзик - Формат: CD, LP, дигитално сваляне             | 16           | 1               | - Платинен (2014) - 50 000+         |                                                                           |
| 2013   | Mario Christmas - Дата: 25 ноември 2013 - Лейбъл: Кълъмбия, Сони Мюзик - Формат: CD             | 11           | 1               | - 2 пъти платинен (2015) - 100 000+ | част и от бокс-сета A Very Special Mario Christmas (2014)                 |
| 2015   | Beyond - Дата: 5 май 2015 - Лейбъл: Кълъмбия, Сони Мюзик - Формат: CD, дигитално сваляне        | 13           | 1               | - Златен (2015) - 25 000+           | Има и специално издание, включващ оригиналното CD + CD с Комодорс         |
| 2016   | Best of Soul - Дата: 18 ноември 2016 - Лейбъл: Сони Мюзик, Кълъмбия, Скема Рекърдс - Формат: CD | 11 + 11      | 9               | - Златен (2015) - 25 000+           | компилация, включваща и 7 неиздавани песни                                |
| 2018   | Brasil - Дата: 9 март 2018 - Лейбъл: Сони Мюзик - Формат: CD, LP                                | 13           | 15              |                                     | кавър версии на бразилска музика                                          |
| 2021   | Dare - Дата: 29 януари 2021 - Лейбъл: Сони Мюзик, Бийонд - Формат: CD, LP                       | 16           | 8               |                                     | включва 10 непубликувани песни                                            |

### Концертни албуми
| Година | Заглавие и детайли                                                                    | Брой парчета | Макс. класиране | Сертификати и продажби      | Забележки                                                             |
| ------ | ------------------------------------------------------------------------------------- | ------------ | --------------- | --------------------------- | --------------------------------------------------------------------- |
| 2007   | I Love You More (live) - Дата: 30 ноември 2007 - Лейбъл: Едел - Формат: CD            | 11 + 7       | 9               | - Платинен - 90 000         | С Дюк Оркестра + 1 ghost track                                        |
| 2010   | Yes You Live - Дата: 26 ноември 2010 - Лейбъл: Татика - Формат: CD, дигитално сваляне | 11 + 9       | 10              | - Платинен (2016) - 50 000+ | записан на концерти в Милано и Рим участие на Инкогнито в някои песни |

### Други
| Година | Заглавие и детайли                                                                                 | Брой парчета | Макс. класиране | Забележки                                                                            |
| ------ | -------------------------------------------------------------------------------------------------- | ------------ | --------------- | ------------------------------------------------------------------------------------ |
| 2011   | Change of Scenes - Дата: 2011 - Лейбъл: Скема Рекърдс - Формат: CD                                 | 12           |                 | 10 ремиксирани версии от Handful of Soul + 2 нови песни                              |
| 2011   | The Best Of - I Love You More Live - Дата: 2011 - Лейбъл: Сони Мюзик - Формат: CD                  | 13           |                 | Компилация, с Дюк Оркестра                                                           |
| 2014   | A Very Special Mario Christmas - Дата: 25 ноември 2014 - Лейбъл: Кълъмбия, Сони Мюзик - Формат: CD | 15           | 1               | Бокс-сет: CD Mario Christmas (+ 3 нови парчета) + DVD с Коледния концерт от Sun Tour |

## EP-та
- 2011: Gambling Man
- 2020: Paradise (Alternative Productions), дигитален; по случай Черен петък е издаден и в специално LP издание с допълнителни ремикси.

## Сингли

### Като основен изпълнител
| Година | Заглавие                                         | Албум                     | Забележки                              |
| ------ | ------------------------------------------------ | ------------------------- | -------------------------------------- |
| 2006   | This Is What You Are                             | Handful of Soul           |                                        |
| 2006   | Rio de Janeiro Blues                             | Handful of Soul           |                                        |
| 2007   | No Mercy for Me (Re-Worked Alessandro Magnanini) | /                         | промо                                  |
| 2009   | Be Lonely                                        | If                        |                                        |
| 2010   | Love Dreamer                                     | If                        |                                        |
| 2010   | No Mo' Trouble                                   | If                        |                                        |
| 2010   | Lowdown                                          | Yes You Live              | с Инкогнито и Шака Кан                 |
| 2010   | Yes You                                          | Yes You Live              |                                        |
| 2011   | My Girl                                          | Due                       |                                        |
| 2011   | Life is Everything                               | Due                       |                                        |
| 2012   | Blue Skies                                       | Due                       | с Джеф Каскара                         |
| 2012   | Shine On                                         | Sun                       |                                        |
| 2013   | What Have You Done To Me                         | Sun                       |                                        |
| 2013   | Deep Space                                       | Sun                       |                                        |
| 2013   | My Christmas Baby (The Sweetest Gift)            | Mario Christmas           |                                        |
| 2015   | Love Is a Temple                                 | Beyond                    |                                        |
| 2015   | I Chose You                                      | Beyond                    |                                        |
| 2015   | Nightshift                                       | Beyond Special Edition    |                                        |
| 2016   | You Can't Stop This Love Between Us              | Beyond/Beyond Special ed. |                                        |
| 2016   | Do You Feel Like I Feel                          | Best of Soul              |                                        |
| 2017   | Stay with me                                     | Best of Soul              |                                        |
| 2018   | Rivederti                                        | Brasil                    |                                        |
| 2018   | Devotion                                         | Brasil                    |                                        |
| 2018   | Smooth Operator                                  | Brasil                    |                                        |
| 2020   | This Is Christmas Time                           | /                         | Коледна версия на This Is What You Are |
| 2021   | Cantaloupe Island (DJ Meme Remix)                | Dare                      |                                        |
| 2021   | Lov Lov Love                                     | Dare                      | c Инкогнито                            |

### Като гост изпълнител
| Година | Заглавие               | Главен изпълнител                                                                       | Албум          |
| ------ | ---------------------- | --------------------------------------------------------------------------------------- | -------------- |
| 2007   | No Matter              | Марио Фарджета & Монтекарло5                                                            |                |
| 2008   | What A Fool Believes   | Нери пер Казо                                                                           | Angoli diversi |
| 2010   | Lowdonwn               | Инкогнито                                                                               |                |
| 2011   | L'aria che respiro     | Анна Татанджело                                                                         | Progetto B     |
| 2017   | Metà amore metà dolore | Марчела Бела                                                                            |                |
| 2020   | Il nostro tempo        | Аннализа Минети, Гаетано Курери, Доди Баталя, Петра Магони, Андреа Калà, Марчело Сутера |                |

## Сътрудничество
- 2003: вокалист в албума на Капиоцо & Меко Whisky a go go (Ирма Рекърдс)[17]
- 2006: участие в CD-то в памет на Алекс Барони Alex - Tributo ad Alex Baroni с песента L'amore ha sempre fame
- 2007: дует с Амалия Гре в песента Amami per semprе на Фестивала на италианската песен в Санремо
- 2007: участие в албума на Орнела Ванони Una bellissima ragazza с песента Cosa m'importa
- 2007: участие в сингъла на Марио Фарджета и Монтекарло5 No Matter
- 2008: пее песните Everybody Wants to be a Cat (Tutti quanti voglion fare jazz в италианската версия) и Thomas O'Malley (Romeo er mejo der Colosseo) от саундрака на римейка на Уолт Дисни „Аристокотките“
- 2008: дует с Нери пер Казо в песента What a Fool Believes в албума им Angoli diversi
- 2009: дует с Карима Амар в песента Come in ogni ora на Фестивала в Санремо
- 2010: дует с Пино Даниеле в песента Je so Pazzo
- 2011: дует с Анна Татанджело в авторската им песен L'aria che respiro; автор и на песента Se. И двете песни се съдържат в албума ѝ Progetto B
- 2012: дует група Пух  на симфоничната версия на песента им Ci penserò
- 2013: дует с Ърт, Уинд енд Файър в песента After the Love Has Gone в албума му Mario Christmas
- 2015: дует с Роко Хънт в песента Back in the Days от албума на Хънт SignorHunt
- 2020: участие в благотворителния сингъл Il nostro tempo, изпълнен заедно с Анализа Минети (авторка на песента заедно с Марио Бионди), Гаетано Курери, Доди Баталя, Петра Магони, Андреа Кала и Марчело Сутера (аранжимент)
- 2021: участие в благотворителния сингъл Show Some Compassion (с Чък Роландо, Аннализа Минети, Енцо Авитабиле, Доди Баталя, Сара Джейн Морис, Джеф Каскаро, Ален Кларк, Пауло Гондзо, Ник дъ Найтфлай, Луна и Омар) за баракополиса на Месина

## Музикални видеоклипове

### Като основен изпълнител
- Be Lonely (2010)
- Yes You (2010)
- Life is everything (2011)
- Shine on (2012)
- What Have You Done to Me (2013)
- Life Is Everything (feat. Уенди Луис) (2013)
- Deep Space (2013)
- My Christmas Baby (The Sweetest Gift) (2013)
- Santa Claus Is Coming to Town (Live) (2013)
- Love is a Temple (2015)
- I Chose You (2015)
- Nightshift (2015)
- Do You Feel Like I Feel (2016)
- Rivederti (2018)
- Devotion (2018)
- I wanna be free (feat. Куинториго) (2019)
- Sunny Days (feat. Кливланд Джоунс) (2019)
- Paradise (2020)
- Cantaloupe Island (Dj Meme Remix) (2021)
- Show Some Compassion (with Friends) (2021)
- Lov-Lov-Love (fеаt. Инкогнито) (2021)

### Като гост изпълнител
- What A Fool Believes (Нери пер Казо fеаt. Марио Бионди) (2008)
- Lowdown (Инкогнито fеаt. Марио Бионди и Шака Кан) (2011)
- Metà Amore Metà Dolore (Марчела Бела fеаt. Марио Бионди) (2017)
- Il nostro tempo (Аннализа Минети, Марио Бионди и др.) (2020)